# Poutník (socha, Żory)
Poutník, polsky Pielgrzym, je bronzová plastika ve čtvrti Śródmieście města a městského okresu Żory v jižním Polsku. Geograficky se nachází v etnoregionu Horní Slezsko a geomorfologickém celku Płaskowyż Rybnicki ve Slezském vojvodství.

## Historie a popis díla
Plastika sedícího Poutníka byla dne 10. září 2012 umístěna na druhý schod kamenného soklu kamenného kříže na náměstí před místním kostelem sv. apoštolů Filipa a Jakuba (kościoł pw. św. Apostołów Filipa i Jakuba). Plastika znázorňuje vousatého oblečeného muže - poutníka, který má ruce položené na kolenou a překřížené, na hlavě má klobouk a u levé nohy ranec s holí. Dívá se směrem ke kapli. Dílo vytvořil místní umělec Piotr Smolarczyk z hlíny, sádry, pěny a pryskyřice. Plastika má výšku 1,75 m a hmotnost cca 25 kg. Inspirací ke vzniku díla bylo podobné dílo umístěné na náměstí Plaza del Rey u katedrály ve španělském městě Burgos, které je jednou ze zastávek Svatojakubské poutní cesty (Camino de Santiago).

### Citát
U postavy poutníka je na kříži umístěna deska s nápisem:
| „ | PIELGRZYM Życie człowieka jest pielgrzymowaniem do Boga. Do wieczności. Do nieskończoności. "Jesteśmy Boży Pielgrzymi, Jesteśmy Boży Cygani" W 1887 roku Bolesław Prus patrząc w Mławie w kierunku słońca doświadczył obecności Boga. W 65 roku życia odkrywa on wartość postaci jaką był św. Franciszek z Asyżu i akceptuje postawę prostoty i Boga w pięknie przyrody Pisze: "Chrześcijanin im bardziej twardo stąpa, chodzi po ziemi tym bardziej ma wzrok utkwiony w niebo" Tę myśl przedstawił w rzeźbie artysta plastyk Piotr Smolarczyk Twarz pielgrzyma jest też i Twoją Rok Wiary 2012/2013. | POUTNÍK Život člověka je putováním k Bohu. K věčnosti. Do nekonečna. "Jsme Boží poutníci, jsme Boží Cikáni". V roce 1887 Bolesłav Prus v Mławě, při pohledu ve směru slunce, zažil Boží přítomnost. V 65. roku života objevuje hodnotu postavy, kterou byl svatý František z Assisi, a přijímá postoj prostoty a Boha v kráse přírody Píše: "Čím pevněji křesťan stojí a kráčí po zemi, tím více má pohled upřený na nebe". Tuto myšlenku ztvárnil v soše umělec plastik Piotr Smolarczyk Tvář poutníka je také tváří tvou Rok víry 2012/2013. | “ |

## Galerie

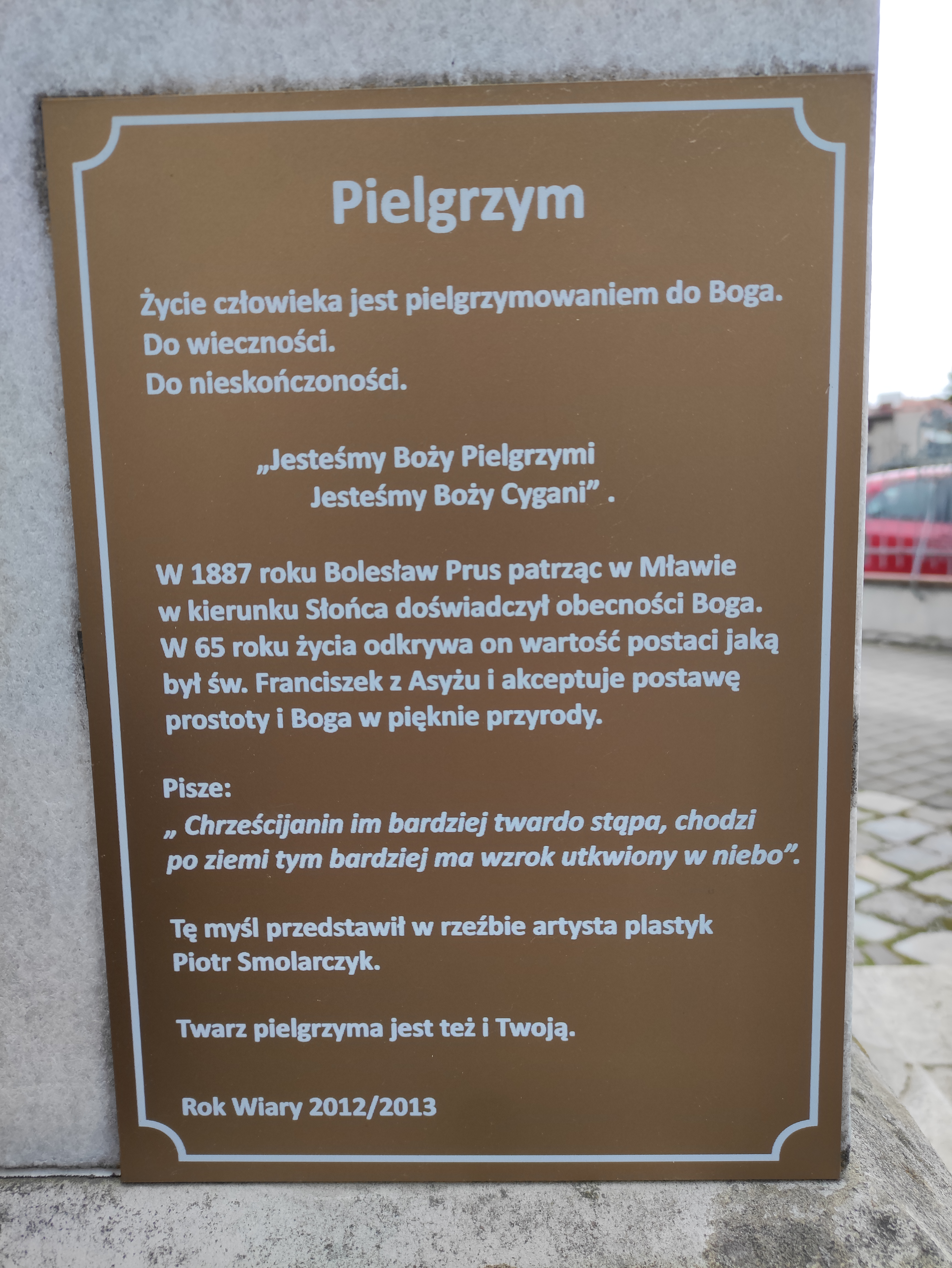
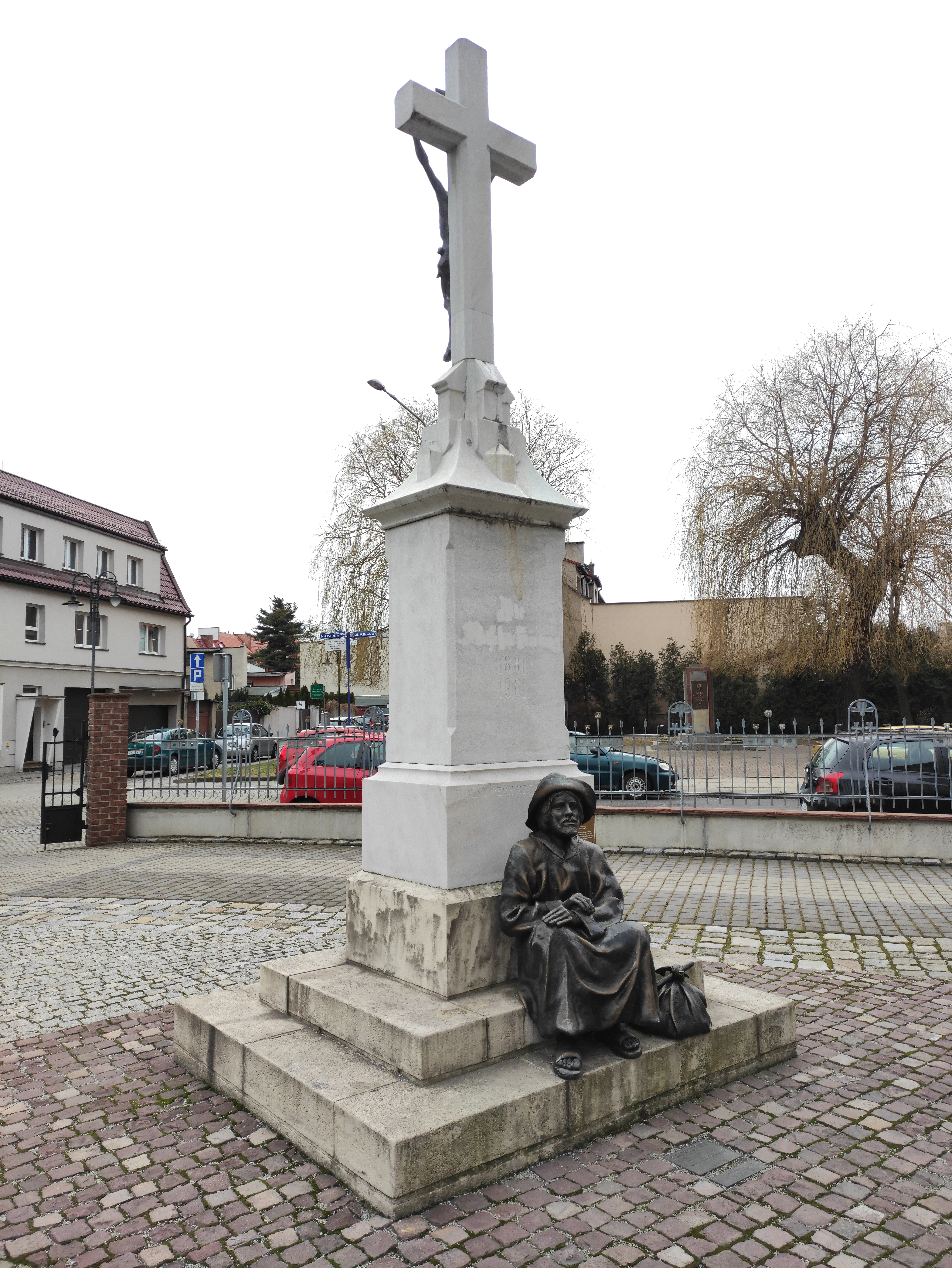

## Další informace
Dílo je celoročně volně přístupné.